# Heringia albipleura
Heringia albipleura är en tvåvingeart som först beskrevs av Charles Howard Curran 1921.  Heringia albipleura ingår i släktet gallblomflugor, och familjen blomflugor.
Artens utbredningsområde är Kalifornien. Inga underarter finns listade i Catalogue of Life.